# Dichagyris argentina
Dichagyris argentina là một loài bướm đêm trong họ Noctuidae.